# Busan KCC Egis
Busan KCC Egis (Coreano: 부산 KCC 이지스) es un equipo de baloncesto coreano con sede en Busan, que compite en la KBL, la primera categoría del baloncesto del país. Su principal patrocinador es KCC Corporation.
El club se fundó en 1997 con la denominación de Daejeon Hyundai Dynat, posteriormente tuvieron el nombre de Daejeon Hyundai Gullivers, aunque en 2001 se trasladó a Jeonju, y adoptó su denominación actual. Disputa sus partidos como local en el Jeonju Gymnasium, con capacidad para 4.753 espectadores.

## Palmarés

### Nacional
- KBL

Campeón (5): 1997–98, 1998–99, 2003–04, 2008–09, 2010–11
Finalista (4): 1999–2000, 2004–05, 2009–10, 2015–16

## Posiciones en Liga
| - 1997 - 7º - 1998 - 1º - 1999 - 1º - 2000 - 2º - 2001 - 6º - 2002 - 3º - 2003 - 9º - 2004 - 1º | - 2005 - 2º - 2006 - 5º - 2007 - 10º - 2008 - 2º - 2009 - 1º - 2010 - 3º - 2011 - 1º - 2012 - 4º | - 2013 - 10º - 2014 - 7º - 2015 - 9º - 2016 - 2º - 2017 - 10º - 2018 - 3º |